# Patrick Burner
Patrick Burner (Fort-de-France, 11 de abril de 1996) es un futbolista francés que juega de defensa para el North Carolina F. C. de la USL Championship.

## Selección nacional
Hizo su debut con la selección de fútbol de Martinica el 11 de julio de 2021 en un partido de la Copa de Oro de la Concacaf 2021 contra Canadá que finalizó con un resultado de 4-1 a favor del combinado canadiense tras los goles de Stephen Eustáquio, Cyle Larin, Jonathan Osorio y Theodor Corbeanu para Canadá, y de Emmanuel Rivière para Martinica.

## Clubes
| Club                 | País           | Año       | Partidos | Goles |
| -------------------- | -------------- | --------- | -------- | ----- |
| OGC Niza II          | Francia        | 2014-2018 | 54       | 3     |
| OGC Niza             | Francia        | 2016-2020 | 72       | 1     |
| Nîmes Olympique      | Francia        | 2020-2024 | 115      | 2     |
| North Carolina F. C. | Estados Unidos | 2025-     |          |       |